# Walk off the Earth
Walk off the Earth is een Canadese Indieband die sinds 2006 actief is.
Begin 2012 scoorde de band een hit met het nummer Somebody that I used to know, een cover van Gotye. Deze cover werd in eerste instantie bekend via YouTube, bijzonder was dat de vijf muzikanten samen op slechts één gitaar speelden. Voor zangeres Sarah Blackwood, afkomstig van de Creepshow, bij de groep kwam was de band niet zo succesvol, sindsdien zijn ze bekender. Naast Gotye werden nog tal van andere artiesten en bands gecoverd, zoals de Beatles, Nirvana, B.o.B., Whiz Khalifa, Radiohead, Adele, Eminem, Rihanna, Maroon5, Fun, Bruno Mars en Taylor Swift. Waar de bijbehorende YouTube-filmpjes van Walk off the Earth eerst vooral bestonden uit lol en liefde voor muziek, met volop gebruik van loopstation en vliegende ukeleles, werden ze later doordachter, kunstiger en ingenieuzer, zeker nadat het aantal originele eigen nummers groeide. Een voorbeeld is de clip van Gang of Rhythm, die teruggrijpt op de film Oh Brother were art thou van de broers Joel en Ethan Coen en het opmerkelijke Red Hands, waarbij voor het maken van de clip de muziek volledig werd opgeknipt en door elkaar gehusseld. Ook treden met regelmaat gastmuzikanten op in muziek en clips, zoals Julia Nunes, beatboxer KoreanFX en de Belgische zangeres Selah Sue.

## Bandleden
- Gianni Luminati: gitaar, elektrische gitaar, basgitaar, ukelele, banjo, kazoo, lade, keyboard, percussie, zang, theremin, beatbox, xylofoon, sigarenkistje gitaar, cello, bas, didgeridoo.
- Joel Cassady: drums , bas, percussie, gitaar, ukelele, sigarenkistje.
- Sarah Blackwood: gitaar, elektrische gitaar, mandoline, kazoo, ukelele, banjo, bas, zang, piano, glockenspiel, tamboerijn, gitaar, sigarenkistje.

## Oud Bandleden
- Mike Taylor (algemeen bekend als de Beard Guy): keyboards, didgeridoo, blokfluit, sambaballen, gitaar, trompet, xylofoon, diverse blaasinstrumenten, zang. Overleden 30 december 2018.[1]
- Ryan Marshall: gitaar, ukelele, stem, trompet, bas, zang. Heeft in 2019 de band verlaten om eigen muziek te maken.

## Discografie

### Albums
| Album met eventuele hitnotering(en) in de Nederlandse Album Top 100 | Datum van verschijnen | Datum van binnenkomst | Hoogste positie | Aantal weken | Opmerkingen |
| ------------------------------------------------------------------- | --------------------- | --------------------- | --------------- | ------------ | ----------- |
| Smooth like stone on a beach                                        | 2007                  | -                     |                 |              |             |
| My rock                                                             | 2009                  | -                     |                 |              |             |
| R.E.V.O.                                                            | 2013                  | -                     |                 |              |             |
| Sing it all away                                                    | 2015                  | -                     |                 |              |             |

### Ep's
| Titel         | Datum van verschijnen |
| R.E.V.O. - EP | 29-10-2012            |

### Singles
| Single met eventuele hitnotering(en) in de Nederlandse Top 40 | Datum van verschijnen | Datum van binnenkomst | Hoogste positie | Aantal weken | Opmerkingen                |
| ------------------------------------------------------------- | --------------------- | --------------------- | --------------- | ------------ | -------------------------- |
| Somebody that I used to know                                  | 06-01-2012            | -                     |                 |              | Nr. 9 in de Single Top 100 |

| Single met hitnotering(en) in de Vlaamse Ultratop 50 | Datum van verschijnen | Datum van binnenkomst | Hoogste positie | Aantal weken | Opmerkingen |
| ---------------------------------------------------- | --------------------- | --------------------- | --------------- | ------------ | ----------- |
| Somebody that I used to know                         | 2012                  | 14-01-2012            | 30              | 2            |             |